# 鈴木彩艷
鈴木彩艷（日语：／ Suzuki Zaion；2002年8月21日—），日本足球運動員，司職守門員，現效力於意甲球隊帕爾馬，日本國家足球隊成員。曾隨日本國奧隊參加2020年夏季奧林匹克運動會，並獲得第四名。

## 早年
铃木生于美国阿肯色州小石城，父亲是加纳裔美国人，母亲是日本人。後來他全家移居日本，並在埼玉县浦和市定居。
从幼儿园开始，铃木就开始接触足球，上小学后加入了浦和浦和红钻的青训营。铃木最大的特点是其身体的柔韧性，中学时期还曾经被邀请加入柔道部。

## 俱樂部生涯
效力于浦和红钻青年队的门将铃木彩艳作为第2中球队允许注册的浦和红钻球员，可代表浦和一线队登场。
铃木上赛季完成了自己在日职联赛的首次亮相，第13轮对阵仙台维加泰的比赛，他代替西川周作首发登场，帮助球队2-0取胜。算上这场比赛，他在上赛季中止连续首发了6场，浦和3胜2平1负，其中4场比赛保持零封。此外，上赛季除了在联赛打首发那段时间，铃木一直是浦和在日本联赛杯的主力门将，随队打进4强。
2023年8月6日，浦和紅鑽通過官網宣佈，已經與聖圖爾登就鈴木彩豔加盟達成協議，球員將以租借方式加盟聖圖爾登，在體檢通過後將正式簽約。2024年7月從比利時聖圖爾登轉投帕爾馬，據報道轉會費750 萬歐元 +250萬歐元add-on。

## 國家隊生涯
2017年，当年只有15岁的他被越级选入日本U17国家队参加U17世界杯的阵容。那届比赛日本队的主力门将是2021年以主力身份参加了2020年东京奥运会男足比赛的谷晃生。此后几年时间，铃木在各级青年代表队一直都是越级入选。例如2019年夏天，他跟随日本U20国家队参加2019年世青赛，当年秋天又以主力身份第2次参加了U17世界杯。2021年夏天，铃木以史上最年少的18岁入选日本国奥队，参加本土奥运会男足比赛。
2024年，頂替受傷的正選龍門大迫敬介，參加卡達亞洲盃。在對越南以及伊拉克的比賽中，兩度失誤，導致隊伍處於下風。

## 榮譽
浦和紅鑽
- 天皇杯冠軍 : 2021
- 日本超級盃冠軍 : 2022
- 亞洲聯賽冠軍盃冠軍 : 2022

## 外部連結
- 鈴木彩艷 – FIFA國際賽競賽紀錄 (存檔)
- 日本職業足球聯賽中的鈴木彩艷 （日語）
- 鈴木彩艷的X（前Twitter）
- 鈴木 彩艶　Zion Suzuki的Instagram帳戶